# 18号水路 (春日部市)
18号水路（じゅうはちごうすいろ）は、埼玉県春日部市を流れる準用河川である。地域によっては、中庄内悪水路（なかしょうないあくすいろ）、中庄内排水路（なかしょうないはいすいろ）、第二排水路（だいにはいすいろ）とも呼ばれている。

## 概要
江戸時代、現在の幸手市東部から春日部市庄和北部地域を中心とする上庄内領（かみしょうないりょう）と呼ばれる地域は、中島用水を基幹用水とし、そこから分流する中用水、郷台用水、根用水によって水が供給されていた。18号水路は庄内領悪水路、東排水路と共に、これら用水路の流域の排水路として整備された。

## 流路
- 起点：埼玉県春日部市神間北部
- 春日部市芦橋と同市神間の境界付近を起点とし南下する。
- 春日部市椚と同市上金崎の境界付近の富金橋北側にて東排水路と合流し、南南西方向へ流下する。
- 春日部市上金崎より庄内領悪水路と併流する。以降、中川まで併流する。
- 道の駅庄和付近より南下する。
- 春日部市金崎の金崎橋北側にて導居排水路[1]と合流する。
- 国道16号沿いの首都圏外郭放水路第二立坑にて、首都圏外郭放水路と接続する。
- 春日部市下柳にて金野井幹線放水路と合流する。
- 春日部市下柳の三角橋付近より南南西方向へ流下する。
- 春日部市永沼と同市水角の境界、安西橋付近より西南西方向へ流下する。
- 春日部市永沼と同市水角、同市藤塚の境界にて中川と合流する。
- 終点：中川

## 流域の自治体
埼玉県
- 春日部市

## 支流
分流
- 首都圏外郭放水路

合流
- 東排水路（中庄内東排水路）
- 導居排水路（丸山落）
- 金野井幹線放水路

## 河川施設
- 首都圏外郭放水路第二立坑
- 中庄内樋管[4]

※洪水時の排水不良対策として上流部に貯水池を、中川合流点付近に排水機場を設置する計画、構想がある。

## 橋梁
上流から
- 名称不明（春日部市道9-1229号線）
- 1230号橋（春日部市道9-1230号線）
- 名称不明（春日部市道9-1228号線）
- 名称不明（春日部市道9-1214号線）
- 東神間橋（埼玉県道320号西宝珠花春日部線）
- 神間沼橋（春日部市道9-1244号線）
- 役場橋（春日部市道1-116号線）
- 檜見橋（春日部市道9-2087号線）
- 2-26-2号橋（春日部市道2-226号線）
- 富金橋（春日部市道1-114号線）
- 平野橋（春日部市道9-2141号線）
- 日上橋（春日部市道2-224号線） - 「ひあがりばし」
- 2059号橋（春日部市道9-2059号線）
- 金崎橋（埼玉県道321号西金野井春日部線）
- 柳橋（国道16号春日部野田バイパス）
- 禿地橋（春日部市道2-213号線） - 「かむろうちばし」
- 立伏越橋
- 元伏越橋（春日部市道9-3120号線）
- 三角橋（埼玉県道・千葉県道42号松伏春日部関宿線）
- （東武野田線（東武アーバンパークライン））
- 下田橋（春日部市道9-4054号線）
- 4046-1号橋（葛中通り）
- 1-29-4号橋（はなみずき通り）
- （国道4号越谷春日部バイパス）
- 安西橋（埼葛広域農道）
- （春日部市道2-215号線） - 庄内古川流入地点

## 周辺の施設
上流から
- 旧春日部市立富多小学校
- 道の駅庄和
  - 庄和道の駅さくら公園